# Мансуэ
Мансуэ́ (итал. Mansuè) — коммуна в Италии, располагается в провинции Тревизо области Венеция.
Население составляет 4841 человек (2008 г.), плотность населения составляет 178 чел./км². Занимает площадь 27 км². Почтовый индекс — 31040. Телефонный код — 0422.
Покровителем коммуны почитается святой Мансуэт Тульский (Mansueto), празднование 3 сентября.

## Демография
Динамика населения:

## Известные уроженцы
- Даль'Онгаро, Франческо (1808—1873) итальянский писатель, поэт, драматург, журналист, редактор, педагог. Активный участник Рисорджименто.

## Администрация коммуны
- Официальный сайт: http://www.comune.mansue.tv.it